# Bumimulyo
Bumimulyo is een bestuurslaag in het regentschap Pati van de provincie Midden-Java, Indonesië. Bumimulyo telt 1927 inwoners (volkstelling 2010).